# GNUMP3d
 (septembre 2012).
Si vous disposez d'ouvrages ou d'articles de référence ou si vous connaissez des sites web de qualité traitant du thème abordé ici, merci de compléter l'article en donnant les références utiles à sa vérifiabilité et en les liant à la section « Notes et références ».
GNUMP3d est un serveur de flux multimédia. Développé dans les années 2000 au sein du projet GNU, il est alors utilisé pour le streaming MP3, bien qu’il supportât aussi les formats OGG Vorbis et Theora.
GNUMP3d est distribué selon les termes de la licence GNU GPL. Il est issu du projet de serveur multimédia Edna.

## Histoire
Le projet a été initié par Steve Kemp à partir du serveur multimédia Edna codé en Python. Il a été successivement réécrit en Perl, puis en C, en C++ et finalement de nouveau en Perl. Le projet initialement hébergé par SourceForge.net est passé à Savannah lorsque GNUMP3d a intégré le projet GNU. La version 2.9final marque la fin de la branche 2.x, avant une possible ré-écriture en profondeur du logiciel soit en Perl, soit en Ruby.

## Fonctionnalités
GNUMP3d propose à travers une interface web d’accéder à une arborescence contenant des fichiers multimédias. Ces fichiers vont être envoyés en continu à un lecteur  multimédia approprié qui va lire le flux audio à la volée, ce qui signifie que l’utilisateur n’a pas à attendre que la totalité du fichier soit téléchargé avant de commencer à écouter. Les clients XMMS, FreeAmp et WinAmp sont supportés.
Il est possible d’écouter un fichier individuellement mais aussi de jouer toute une arborescence de répertoires. Il peut aussi sélectionner les fichiers à jouer à partir d’une forme particulière de nom de fichier. L’arborescence des fichiers est construite en temps-réel, ce qui permet de ne pas avoir à redémarrer l’application si vous ajoutez de nouvelles chansons.
GNUMP3d gère les listes à jouer simples (liste des fichiers) et avancées (liste des fichiers comprenant aussi des informations relatives au fichier en lui-même).
GNUMP3d est capable de modifier le débit de ses flux en temps-réel. Toutefois la gestion de cette fonctionnalité par les lecteurs multimédias est variable.
Le serveur GNUMP3d supporte les systèmes d’exploitation GNU/Linux, FreeBSD, OpenBSD, NetBSD, Solaris et Microsoft Windows. Sous GNU/Linux, GNUMP3d est disponible dans les systèmes d’installation automatisés de programmes des versions Debian, Gentoo, SuSE. Il est également accessible via le système de ports de FreeBSD.